# Lez (fiume Hérault)
Il Lez è un fiume lungo 29,6 km che attraversa il dipartimento francese dell'Hérault.

## Percorso
Nella sua parte a monte, la Lez scorre verso sud in una stretta pianura tra i villaggi di Saint-Clément-de-Rivière e Montferrier-sur-Lez sulla riva destra, e Prades-le-Lez e Clapiers sulla riva sinistra. In quest'area, classificata come sito protetto Natura 2000 dal 2001, si trova lo sculpin del Lez, un piccolo pesce endemico di questo fiume.
Passa tra il bosco di Montmaur e Castelnau-le-Lez in fondo a una gola, attraversa la città di Montpellier, raggiunge la pianura costiera e bagna la cittadina di Lattes. Il Lez attraversa poi gli stagni di Palavasian attraverso un canale naturale formatosi tra lo stagno Arnel e lo stagno Méjean e sfocia nel Mar Mediterraneo a Palavas-les-Flots.